# Marquisat d'Incisa
1161–1548

Le marquisat d’Incisa (en italien : Marchesato di Incisa) est un ancien marquisat, propriété de la maison Alérame, dans le sud du Piémont, dans l’Italie actuelle. Il a existé de 1161 à 1548.
Son territoire, centré sur le château d’Incisa, correspond aujourd’hui à la province d'Asti.